# Provinces de la Colombie
La Colombie est subdivisée en 32 départements et, à un niveau plus local, en un millier de municipalités. Elle dispose par ailleurs dans plusieurs des départements d'un échelon intermédiaire dont le nom est variable :
- les provinces, dans les départements de Boyacá, de Cundinamarca et de Santander;
- les districts, dans le département de Caldas ;
- les régions, dans le département de Cauca et Nariño;
- les sous-régions, dans le département d'Antioquia, de Huila et de Nariño;
- les zones de développement économique et social, dans le département de Bolívar.

Les provinces ont un caractère « historique » et n'ont pas de réalité autre (pas d'administration spécifique, par exemple).

## Liste des provinces de Colombie
| Provinces                         | Provinces          | Provinces             | Nom                      | Carte |
| Localisation                      | Département        | Dénomination          | Nom                      | Carte |
| --------------------------------- | ------------------ | --------------------- | ------------------------ | ----- |
|                                   | Antioquia          | Subregiones           | Bajo Cauca (es)          |       |
| Magdalena Medio (es)              | Antioquia          | Subregiones           |                          |       |
| Nordeste (es)                     | Antioquia          | Subregiones           |                          |       |
| Norte (es)                        | Antioquia          | Subregiones           |                          |       |
| Occidente                         | Antioquia          | Subregiones           |                          |       |
| Oriente (es)                      | Antioquia          | Subregiones           |                          |       |
| Suroeste (es)                     | Antioquia          | Subregiones           |                          |       |
| Urabá (es)                        | Antioquia          | Subregiones           |                          |       |
| Valle de Aburrá (es)              | Antioquia          | Subregiones           |                          |       |
|                                   | Bolívar            | Zonas de desarrollo   | Depresión Momposina (es) |       |
| Dique (es)                        | Bolívar            | Zonas de desarrollo   |                          |       |
| Loba                              | Bolívar            | Zonas de desarrollo   |                          |       |
| Magdalena Medio (es)              | Bolívar            | Zonas de desarrollo   |                          |       |
| Mojana (es)                       | Bolívar            | Zonas de desarrollo   |                          |       |
| Montes de María                   | Bolívar            | Zonas de desarrollo   |                          |       |
|                                   | Boyacá             | Provincias (es)       | Centro                   |       |
| Distrito Fronterizo (Cubará)      | Boyacá             | Provincias (es)       |                          |       |
| Gutiérrez (es)                    | Boyacá             | Provincias (es)       |                          |       |
| La Libertad (es)                  | Boyacá             | Provincias (es)       |                          |       |
| Lengupá (es)                      | Boyacá             | Provincias (es)       |                          |       |
| Márquez (es)                      | Boyacá             | Provincias (es)       |                          |       |
| Neira (es)                        | Boyacá             | Provincias (es)       |                          |       |
| Norte (es)                        | Boyacá             | Provincias (es)       |                          |       |
| Occidente                         | Boyacá             | Provincias (es)       |                          |       |
| Oriente                           | Boyacá             | Provincias (es)       |                          |       |
| Ricaurte (es)                     | Boyacá             | Provincias (es)       |                          |       |
| Sugamuxi (es)                     | Boyacá             | Provincias (es)       |                          |       |
| Tundama (es)                      | Boyacá             | Provincias (es)       |                          |       |
| Valderrama (es)                   | Boyacá             | Provincias (es)       |                          |       |
| Zona de Manejo Especial de Boyacá | Boyacá             | Provincias (es)       |                          |       |
|                                   | Caldas             | Subregiones           | Alto Occidente (es)      |       |
| Alto Oriente (es)                 | Caldas             | Subregiones           |                          |       |
| Bajo Occidente (es)               | Caldas             | Subregiones           |                          |       |
| Centrosur (es)                    | Caldas             | Subregiones           |                          |       |
| Magdalena Caldense                | Caldas             | Subregiones           |                          |       |
| Norte                             | Caldas             | Subregiones           |                          |       |
|                                   | Cauca              | Provincias            | Centro                   |       |
| Norte (es)                        | Cauca              | Provincias            |                          |       |
| Occidente                         | Cauca              | Provincias            |                          |       |
| Oriente                           | Cauca              | Provincias            |                          |       |
| Sur                               | Cauca              | Provincias            |                          |       |
|                                   | Chocó              | Subregiones           | Atrato                   |       |
| Darién                            | Chocó              | Subregiones           |                          |       |
| Pacífico Norte                    | Chocó              | Subregiones           |                          |       |
| Pacífico Sur                      | Chocó              | Subregiones           |                          |       |
| San Juan                          | Chocó              | Subregiones           |                          |       |
|                                   | Cundinamarca       | Provincias (es)       | Almeidas (es)            |       |
| Alto Magdalena (es)               | Cundinamarca       | Provincias (es)       |                          |       |
| Bajo Magdalena (es)               | Cundinamarca       | Provincias (es)       |                          |       |
| Gualivá (es)                      | Cundinamarca       | Provincias (es)       |                          |       |
| Guavio (es)                       | Cundinamarca       | Provincias (es)       |                          |       |
| Magdalena Centro (es)             | Cundinamarca       | Provincias (es)       |                          |       |
| Medina                            | Cundinamarca       | Provincias (es)       |                          |       |
| Oriente                           | Cundinamarca       | Provincias (es)       |                          |       |
| Rionegro (es)                     | Cundinamarca       | Provincias (es)       |                          |       |
| Sabana Centro (es)                | Cundinamarca       | Provincias (es)       |                          |       |
| Sabana Occidente (es)             | Cundinamarca       | Provincias (es)       |                          |       |
| Soacha (es)                       | Cundinamarca       | Provincias (es)       |                          |       |
| Sumapaz (es)                      | Cundinamarca       | Provincias (es)       |                          |       |
| Tequendama (es)                   | Cundinamarca       | Provincias (es)       |                          |       |
| Ubaté (es)                        | Cundinamarca       | Provincias (es)       |                          |       |
|                                   | Huila              | Subregiones (es)      | Subcentro (es)           |       |
| Subnorte (es)                     | Huila              | Subregiones (es)      |                          |       |
| Suboccidente (es)                 | Huila              | Subregiones (es)      |                          |       |
| Subsur (es)                       | Huila              | Subregiones (es)      |                          |       |
|                                   | La Guajira         | Provincias            | Norte                    |       |
| Sur (Provincia de Padilla)        | La Guajira         | Provincias            |                          |       |
|                                   | Meta               | Regiones              | Ariari                   |       |
| Capital                           | Meta               | Regiones              |                          |       |
| Piedemonte                        | Meta               | Regiones              |                          |       |
| Río Meta                          | Meta               | Regiones              |                          |       |
|                                   | Nariño             | Provincias o Regiones | Juanambú (es)            |       |
| Obando o Sur (es)                 | Nariño             | Provincias o Regiones |                          |       |
| Pasto (es)                        | Nariño             | Provincias o Regiones |                          |       |
| Tumaco-Barbacoas (es)             | Nariño             | Provincias o Regiones |                          |       |
| Túquerres (es)                    | Nariño             | Provincias o Regiones |                          |       |
|                                   | Norte de Santander | Subregiones           | Centro                   |       |
| Norte                             | Norte de Santander | Subregiones           |                          |       |
| Occidente                         | Norte de Santander | Subregiones           |                          |       |
| Oriente                           | Norte de Santander | Subregiones           |                          |       |
| Sur-occidente                     | Norte de Santander | Subregiones           |                          |       |
| Sur-oriente                       | Norte de Santander | Subregiones           |                          |       |
|                                   | Santander          | Provincias            | Comunera                 |       |
| García-Rovira                     | Santander          | Provincias            |                          |       |
| Guanentá                          | Santander          | Provincias            |                          |       |
| Mares                             | Santander          | Provincias            |                          |       |
| Soto                              | Santander          | Provincias            |                          |       |
| Vélez                             | Santander          | Provincias            |                          |       |
|                                   | Sucre              | Subregiones           | La Mojana (es)           |       |
| Montes de María                   | Sucre              | Subregiones           |                          |       |
| Morrosquillo (es)                 | Sucre              | Subregiones           |                          |       |
| Sabanas (es)                      | Sucre              | Subregiones           |                          |       |
| San Jorge                         | Sucre              | Subregiones           |                          |       |
|                                   | Tolima             | Provincias            | Ibagué                   |       |
| Nevados                           | Tolima             | Provincias            |                          |       |
| Norte                             | Tolima             | Provincias            |                          |       |
| Oriente                           | Tolima             | Provincias            |                          |       |
| Sur                               | Tolima             | Provincias            |                          |       |
| Suroriente                        | Tolima             | Provincias            |                          |       |
|                                   | Valle del Cauca    | Subregiones           | Centro                   |       |
| Norte                             | Valle del Cauca    | Subregiones           |                          |       |
| Occidente                         | Valle del Cauca    | Subregiones           |                          |       |
| Oriente                           | Valle del Cauca    | Subregiones           |                          |       |
| Sur                               | Valle del Cauca    | Subregiones           |                          |       |